# 丁菱娟
丁菱娟，1959年4月—），創業家、作家。銘傳大學觀光科、淡江大學中文系畢。前奧美公關集團董事長，影響力品牌學院創辦人。

## 學經歷
銘傳五專（今銘傳大學）觀光科畢業，工作一年後再考入淡江大學中文系。大學畢業後，進入宏碁科技擔任業務助理，待了七年後離開，跳槽到精英電腦，負責國際行銷的工作，並同時完成了美國賓州布盧姆斯堡大學企業管理碩士學位，也燃起了自己創業的念頭。
1992年，創立21世紀公關公司，以科技業為主要服務對象。因其具備科技背景，並懂公關操作，在服務第一個客戶英特爾交出漂亮的成績後，吸引其他案子上門合作。
2002年，21世紀公關與全球最大的WPP傳播集團結盟，成為奧美公關集團的一員。
2013年，因擁有強大的創業精神以及公關產業影響力，獲選亞洲婦女領袖獎（CMO Asaia Women Leadership Award）。
同年，54歲的她她決定交棒，決定自董事長職位退下，並為自己舉辦了一場「畢業」演唱會，開啟「第三人生」。考量台灣中小企業行銷能力偏弱，丁菱娟認為企業大多缺乏有系統的品牌思維以及有效通能力，因此於2020年創立影響力學院，提升台灣中小企業主的品牌意識和訓練。